# Xã Lodi, Quận Spink, Nam Dakota
Xã Lodi (tiếng Anh: Lodi Township) là một xã thuộc quận Spink, tiểu bang Nam Dakota, Hoa Kỳ. Năm 2010, dân số của xã này là 80 người.